# Marin Dragnea
Marin Dragnea (ur. 1 stycznia 1956 w Slobozia Moară) – były rumuński piłkarz występujący na pozycji napastnika.

## Kariera klubowa
Dragnea zawodową karierę rozpoczynał w 1972 roku w klubie Progresul Bukareszt. W 1975 roku trafił do Dinama Bukareszt. Sezon 1976/1977 spędził na wypożyczeniu w Farulu Constanța. Potem powrócił do Dinama. Występował tam do 1986 roku. W tym czasie zdobył z zespołem trzy mistrzostwa Rumunii (1982, 1983, 1984), trzy Puchary Rumunii (1982, 1984, 1986), a także wywalczył z nim cztery wicemistrzostwa Rumunii (1976, 1979, 1981, 1985). Łącznie zagrał tam w 251 meczach i zdobył 58 bramek.
W 1986 roku Dragnea przeniósł się do zespołu Flacăra Moreni. W 1989 roku zajął z nim 4. miejsce w Divizii A. W 1990 roku odszedł do Rapidu Bukareszt, gdzie rok później zakończył karierę.

## Kariera reprezentacyjna
W 1984 roku Dragnea został powołany do kadry Rumunii na Mistrzostwa Europy. W meczu tych rozgrywek z Hiszpanią (1:1) zadebiutował w drużynie narodowej. Na tamtym Euro zagrał także w pojedynku z RFN (1:2). Z tamtego turnieju Rumunia odpadła po fazie grupowej. W latach 1984–1986 w drużynie narodowej Dragnea rozegrał w sumie 5 spotkań.